# ヘンナジー・ボホリュボフ
ヘンナディー・ボリソヴィチ・ボホリュボフ（ウクライナ語: Генна́дій Бори́сович Боголю́бов、英語: Gennadiy Borisovich Bogolyubov、1962年1月20日ー）はズヴィ・ヒルシュ・ボゴリュボフ（Zvi Hirsch Bogolyubov）とも呼ばれ、ウクライナのビジネスマンで、大富豪（オリガルヒ）である。イギリスを拠点としていて、イーホル・コロモイスキー、オレクシー・マルトィノフ（Oleksiy Martynov）と共にプリヴァトグループを管理している。

## 概要
ヘンナディー・ボホリュボフは、ウクライナのドニプロで生れ、後に国立土木工学大学（PSACEA）を卒業した。
2010年現在、ボホリュボフは3番目に裕福なウクライナ人であり、純資産は54億2900万ドルであると報告されて、フェロアロイ、石油化学製品、および金融に関心があり、オーストラリアでは最大のマンガン鉱山を含む統合金属鉱石会社を所有している。
2015年4月、彼は「ロンドンの2つの主要な不動産取引」で、2,000万ポンド以上を求めていたラビのヨナ・プルス（Yonah Pruss）との係争を、法廷外で和解したと報じられた。
ボゴリュボフと仲間のウクライナの億万長者イーホル・コロモイスキーは、ロンドンの高等裁判所で最大の損害賠償請求があった、別のウクライナのオリガルヒのヴィクトル・ピンチュクから約20億米ドルで訴えられている。

## 慈善活動
ボホリュボフは、「本物のトーラーの価値観に根ざした慈善団体」であるボゴリュボフ財団を設立して、様々な慈善活動もしている。

## 私生活
ボゴリュボフは既婚で、6人の子供があり、イギリス・ロンドンのベルグレイビア地区に住んでいる。彼は最近ユダヤ教を再発見し、現在それに基づいたユダヤ人生活を実践しているが、40代半ばまで世俗的な生活を送っていた。
ガーディアン紙に依ると、ボゴリュボフが2016年に「ゴールデンビザ」制度を通じてキプロスの市民権を取得したと報告されていて、「彼が（特定の企業を介して）キプロスに多額の投資を行い、その時点での法的規律を満たした。」という。
2017年11月、Bogolyubovは、彼がウクライナ、イギリス、イスラエル、キプロスの市民であると公式に宣言した。彼はまた、自分はスイスのジュネーブに住んでいると述べた。

## 参照項目
- オリガルヒ
- ウクライナのオリガルヒ